# Henan Nuzi Paiqiu Dui
Lo Henan Nuzi Paiqiu Dui (河南女子排球队S, Hénán Nǚzǐ Páiqiú DuìP) è una società pallavolistica femminile cinese con sede a Luohe e militante nel massimo campionato cinese, la Volleyball League A.

## Rosa 2015-2016
| N° | Nome          | Ruolo | Data di nascita   | Nazionalità sportiva |
| -- | ------------- | ----- | ----------------- | -------------------- |
| 1  | Gu Qihang     | S/O   | 20 maggio 1998    | Cina                 |
| 2  | Li Peijia     | C     | 10 gennaio 1998   | Cina                 |
| 3  | Sun Qiongge   | S     | 16 ottobre 1993   | Cina                 |
| 4  | Zhong Manying | L     | 19 gennaio 1994   | Cina                 |
| 5  | Zhu Ting      | S     | 29 novembre 1994  | Cina                 |
| 6  | Huang Ruilei  | C     | 8 maggio 1996     | Cina                 |
| 7  | Hu Dandan     | P     | 3 gennaio 1994    | Cina                 |
| 8  | Xiao Linyue   | P     | 24 dicembre 1994  | Cina                 |
| 9  | Yang Fengyi   | S     | 5 gennaio 1996    | Cina                 |
| 10 | Mao Yajing    | L     | 27 settembre 1997 | Cina                 |
| 11 | Li Weiwei     | C     | 17 novembre 1994  | Cina                 |
| 12 | Fan Xiangchen | S     | 8 luglio 1993     | Cina                 |
| 13 | Cai Xiaoqing  | S     | 5 aprile 1998     | Cina                 |
| 15 | Wang Ting     | C     | 9 novembre 1984   | Cina                 |
| 16 | Wang Qian     | S/O   | 6 gennaio 1986    | Cina                 |
| 17 | Zhang Zihan   | P     | 2 maggio 2000     | Cina                 |
| 18 | Huang Qian    | S     | 25 maggio 1997    | Cina                 |
| 19 | Li Yifan      | S     | 20 settembre 1999 | Cina                 |
| 20 | Mao Junyi     | C     | 8 gennaio 2000    | Cina                 |
| 21 | Sun Wenjing   | S     | 12 aprile 1998    | Cina                 |